# Náchod
Náchod (Duits: Nachod) is een Tsjechische stad in de regio Hradec Králové, en is de hoofdplaats van het district Náchod. Náchod telt 19.936 inwoners (2023).

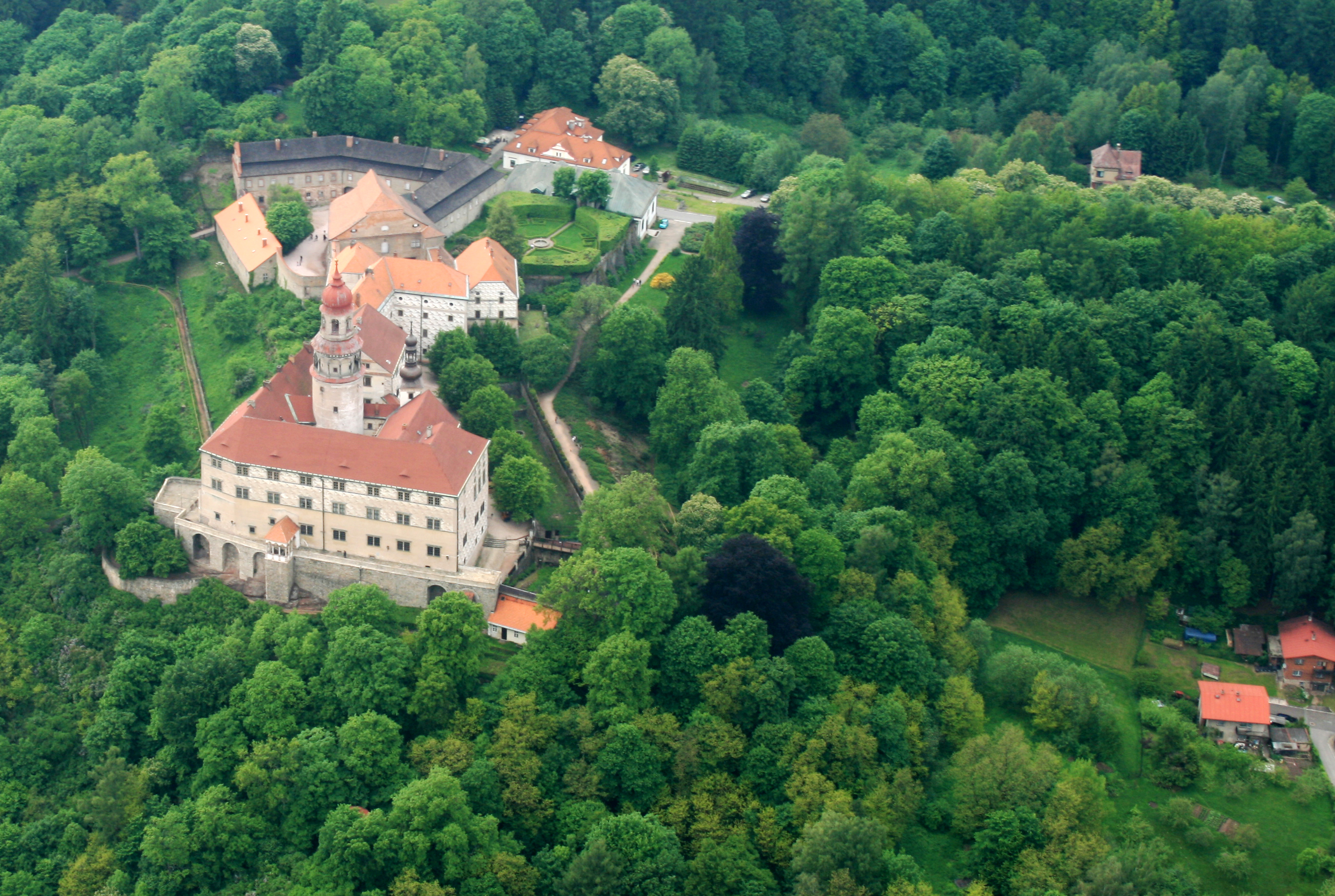
Luchtopname van het kasteel

## Geschiedenis
De plaats werd voor het eerst vermeld in 1254. Op een heuvel boven de Metuje werd een kasteel gebouwd. Beneden in het dal groeide een nederzetting. In de 16e eeuw werd het middeleeuwse kasteel vervangen door een renaissancekasteel. Octavio Piccolomini, keizerlijk veldheer tijdens de Dertigjarige Oorlog, liet het kasteel door Italiaanse architecten verbouwen in barokstijl. Tegen zijn hardvochtige bestuur kwam de plaatselijke boerenbevolking in opstand. Na het uitsterven van het huis Piccolomini kwamen Náchod en zijn kasteel in het bezit van het huis Curland. In de 18e eeuw kwam er textielindustrie in de stad. Dit zorgde voor een sterke groei en de stad groeide tot buiten haar stadsmuren.

## Geografie
Náchod ligt tussen het Reuzengebergte en het Adelaarsgebergte op een hoogte van 346 meter. De Metuje, een zijrivier van de Elbe, stroomt door de stad.

## Bezienswaardigheden
- Kasteel van Náchod

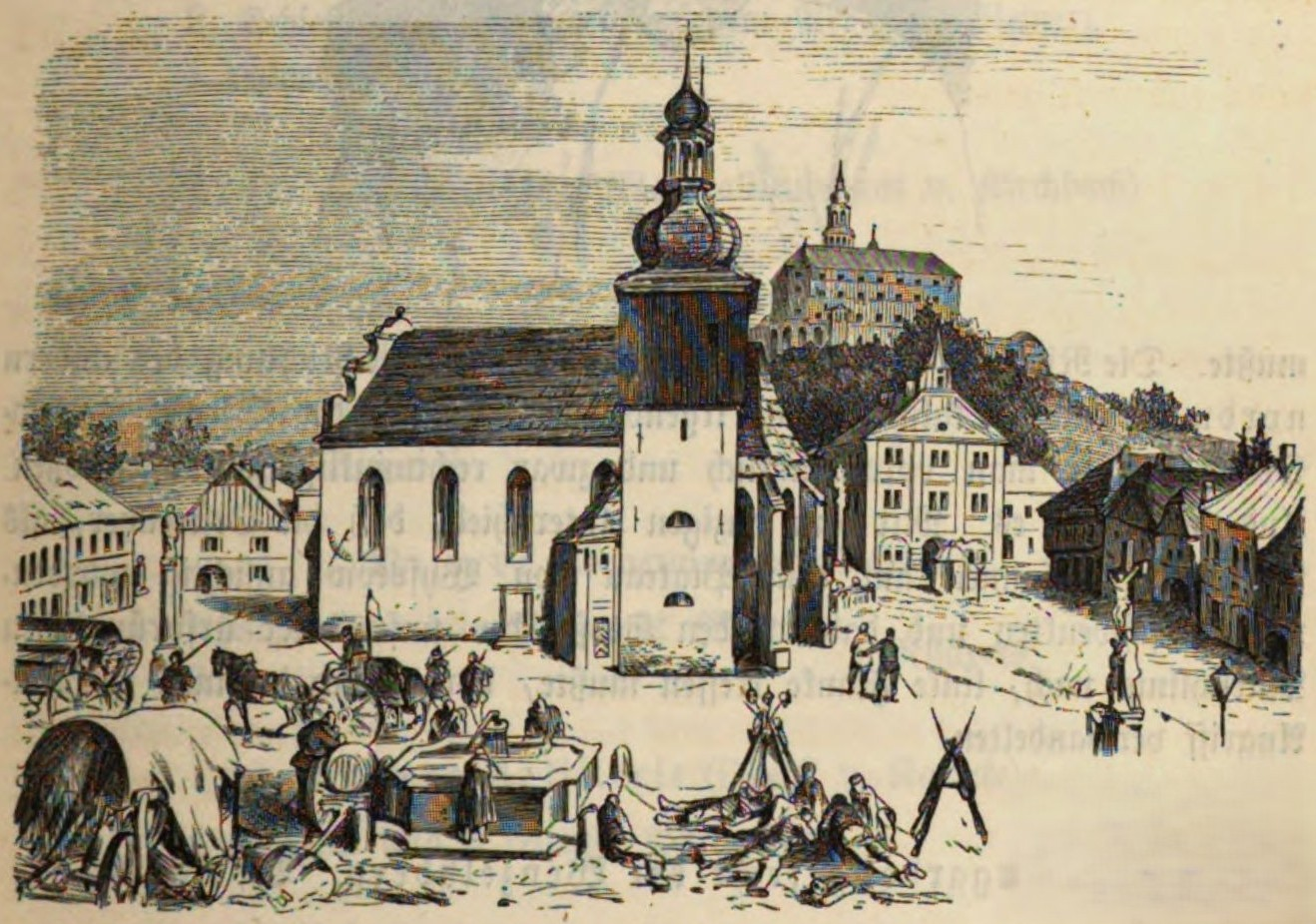
Kerk en kasteel van Nachod gedurende de oorlog van 1866.

- Dekanale kerk Sint-Laurentius (Kostel sváteho Vavřince)
- Drie-eenheidszuil voor de kerk uit 1695
- Voormalig stadhuis, in 1637-1659 gebouwd door Carlo Lurago, later gewijzigd
- Stadhuis, 1902-04 in neorenaissancestijl door Mikoláš Aleš
- Stadsschouwburg en Hotel Beránek in 1914 door Alois Čenský in (jugendstil)
- Kerk van Sint-Jan de Doper gelegen bij de begraafplaats in het stadsdeel Staré Město, 13de eeuw

## Geboren
- Josef Škvorecký (1924-2012), schrijver, dichter, uitgever, vertaler
- Vratislav Blažek (1925-1973), schrijver
- Vratislav Lokvenc (1973), voetballer
- Eva Celbová (1975), beachvolleyballer
- Karel Sedláček (1979), darter